# یوزف بوریسون
یوزف بوریسون (سوئدی: Josef Börjesson؛ ۱۵ آوریل ۱۸۹۱ – ۲۰ فوریه ۱۹۷۱) بازیکن فوتبال اهل سوئد بود.